# 1453

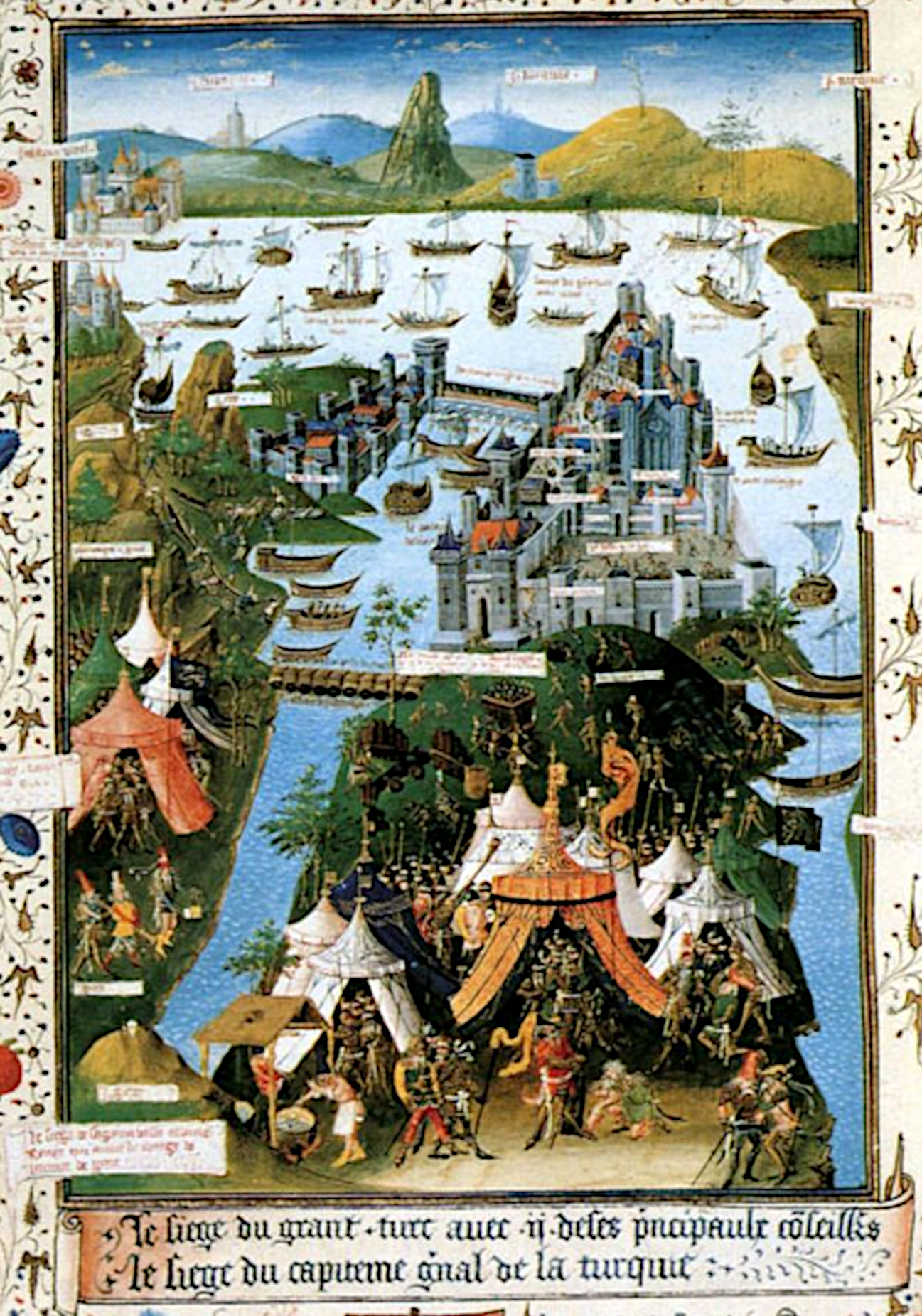
Cerco de Constantinopla, capital do Império Bizantino, pelo exército turco de Maomé II, em 1453. Alguns soldados apontam os canhões e outros posicionam os barcos diante do Corno de Ouro. A representação imita uma cidade francesa gótica. Manuscrito francês da Biblioteca Nacional de França (BnF MS Fr 9087, fl. 207v), de Bertrandon de la Broquiere em 'Voyages d'outremer', realizado em 1455

- Wikisource

| Calendário gregoriano                                                        | 1453 MCDLIII                                          |
| Ab urbe condita                                                              | 2206                                                  |
| Calendário arménio                                                           | 902 – 903                                             |
| Calendário bahá'í                                                            | -391 – -390                                           |
| Calendário budista                                                           | 1997                                                  |
| Calendário chinês                                                            | 4149 – 4150 Início a 9 de fevereiro (aproximadamente) |
| Calendário copta                                                             | 1169 – 1170                                           |
| Calendário etíope                                                            | 1445 – 1446                                           |
| Calendários hindus - Vikram Samvat - Calendário nacional indiano - Cáli Iuga | 1508 – 1509 1374 – 1375 4553 – 4554                   |
| Calendário Holoceno                                                          | 11453                                                 |
| Calendário islâmico                                                          | 857 – 858                                             |
| Calendário judaico                                                           | 5213 – 5214                                           |
| Calendário persa                                                             | 831 – 832                                             |
| Calendário rúnico                                                            | 1703                                                  |
| Calendário solar tailandês                                                   | 1996                                                  |

1453 (MCDLIII, na numeração romana) foi um ano comum do século XV do Calendário Juliano, da Era de Cristo, e a sua letra dominical foi G (52 semanas), teve início numa segunda-feira e terminou também numa segunda-feira.
| Ano completo                         |
| ------------------------------------ |
| Ano comum com início à segunda-feira |

## Eventos
- 20 de janeiro — Doação da ilha do Corvo a Afonso I, duque de Bragança que envia três dezenas de colonos sob as ordens de Antão Vaz de Azevedo para dar início ao povoamento da ilha.
- 22 de março — O Santo Sudário é adquirido por Luís, duque de Saboia.
- 29 de maio — Queda de Constantinopla; o sultão otomano Maomé II, o Conquistador conquista Constantinopla depois de um cerco de seis semanas, pondo fim ao Império Romano do Oriente, um evento que muitas vezes se utiliza para marcar o fim da Idade Média e o início da Idade Moderna.
- Revolta da Moreia de 1453–1454, no Despotado da Moreia, último território bizantino na Europa.
- Maomé XI, El Chiquito torna-se o 19.º sultão do Reino Nacérida de Granada; reinará até à sua morte em 1455.
- Fim da Guerra dos cem anos entre França e Inglaterra.
- Início do povoamento da ilha das Flores, Açores.

## Nascimentos
- 10 de junho — Francesco Soderini, diplomata e cardeal italiano, decano do Colégio dos Cardeais  (m. 1524).
- 15 de setembro — Infante Afonso de Castela, aparentemente várias vezes considerado Príncipe das Astúrias, herdeiro do trono de Reino de Castela  (m. 1468).
- 13 de outubro — Eduardo de Westminster, príncipe de Gales, duque da Cornualha e herdeiro de Henrique VI de Inglaterra  (m. 1471).
- Afonso de Albuquerque, almirante e vice-rei da Índia Portuguesa  (m. 1515).
- João Fernandes Lavrador, navegador e explorador português, que deu nome à região canadiana do Labrador  (m. 1505).

## Mortes
- 9 de janeiro — Stefano Porcari, nobre italiano que em 1452 liderou uma revolução contra o Papa  (n. 1400).
- 24 de abril — Carlo Marsuppini (Carlo Arentino), humanista e chanceler da República de Florença  (n. 1399).
- 29 de maio — Constantino XI Paleólogo, último imperador bizantino  (n. 1404).
- 4 de junho — Giovanni Giustiniani Longo, diplomata e militar genovês que comandou as tropas genovesas que estiveram ao lado dos bizantinos no cerco de Constantinopla.  (n. 1385).
- 7 de outubro -- Koga Kiyomichi, kuge (nobre da corte japonesa) do Período Muromachi da história do Japão.  (n. 1393).
- 24 de dezembro — John Dunstable, compositor inglês  (n. c. 1390).
- Maomé IX, 15.º sultão do Reino Nacérida de Granada, que reinou em quatro ocasiões entre 1419 e a sua morte  (n. 1396).